# Фрідріх Людвіг Мекленбург-Шверінський
Фрідріх Людвіг Мекленбург-Шверінський (нім. Friedrich Ludwig, Herzog zu Mecklenburg [-Schwerin], 13 червня 1778 — 29 листопада 1819) — спадкоємець престолу Мекленбург-Шверіна, син великого герцога Фрідріха Франца I та саксен-альтенбурзької принцеси Луїзи. Помер за життя батька.

## Біографія
Фрідріх Людвіг народився 13 червня 1778 року в Людвігслюсті. Він став першою дитиною, що вижила, принца Мекленбург-Шверінського Фрідріха Франца та його дружини Луїза Саксен-Гота-Альтенбурзької. За наступні сім років у хлопчика з'явилося п'ятеро молодших братів та сестер.
У 1785 році батько успадкував герцогство Мекленбург-Шверін і Фрідріх Людвіг став спадкоємним принцом.
У 1798 році почалися перемовини про шлюб принца із російською княжною Оленою, донькою імператора Павла I. У лютому 1799 року Фрідріх Людвіг із братом Карлом прибули до Санкт-Петербургу. 23 жовтня 1799 року в Гатчині відбулося весілля. Нареченому був 21 рік, нареченій — 14. За тиждень вийшла заміж також її старша сестра Александра. Святкові урочистості тривали місяць. На початку 1800 року пара прибула до Мекленбург-Шверіна.

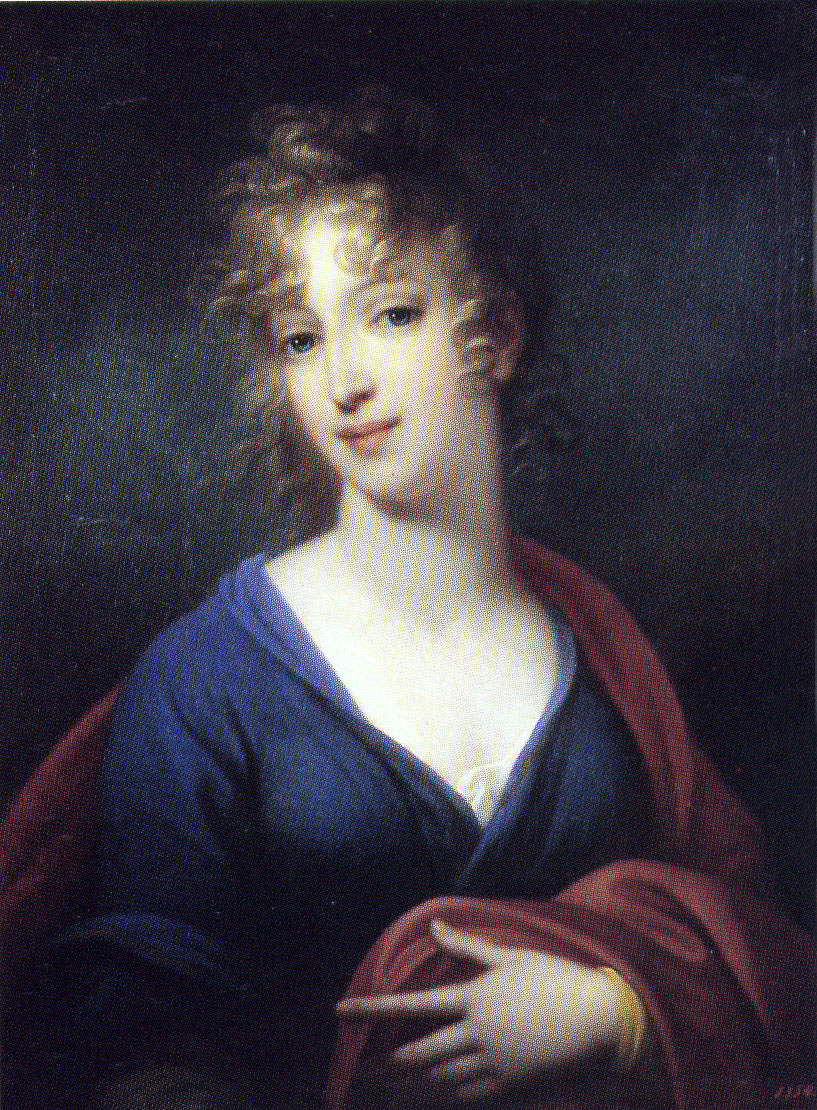
Олена Павлівна у 1802 році

Шлюб виявився щасливим і вдалим. У подружжя народилося двоє дітей. Однак, слабка здоров'ям Олена Павлівна пішла з життя за півроку після народження доньки. Для Фрідріха Людвіга це стало важким ударом.
В країні принц займав посаду президента Палати та колегії лісництва. У грудні 1806 року, не зважаючи на нейтралітет Мекленбург-Шверіна, французькі війська окупували його територію. Герцогська родина виїхала до Гамбургу, під захист датчан. Звідти Фрідріх Людвіг вирушив до Росії із проханням допомоги. Олександр I його підримав і після Тільзитського миру влада герцога була відновлена, хоча й з умовою обов'язкового вступу до Рейнського союзу.
У 1810 році принц знову одружився. Його обраницею стала 24-річна Кароліна Луїза Саксен-Веймар-Ейзенахська. Весілля відбулося 1 липня у Веймарі. У них народилося троє дітей.
На Віденському конгресі Олександр I також турбувався про долю німецьких родичів. Так, Мекленбург-Шверін піднявся у рангу до великого герцогства.
Після народження молодшого сина, Кароліна також пішла з життя, порадивши Фрідріху Людвігу взяти за третю дружину свою кузину Августу Гессен-Гомбурзьку. Чоловік виконав цей наказ, і 3 квітня 1818 року одружився втретє. В цьому шлюбі дітей не було. А за півтора року Фрідріх Людвіг сам пішов з життя, так і не ставши великим герцогом країни. У 1837 році престол успадкував його син Пауль Фрідріх.
Похований у мавзолеї Олени Павлівни.

## Родина
Дружина — Олена Павлівна Романова
Діти:
- Пауль Фрідріх (1800—1842) — великий герцог Мекленбург-Шверіна у 1837—1842 роках, був одружений із Александріною Пруською, мав трьох дітей;
- Марія Луїза (1803—1862) — дружина герцога Саксен-Альтебурзького Георга, мала трьох синів.

Дружина — Кароліна Луїза Саксен-Веймар-Айзенаська
Діти:
- Альберт (1812—1834) помер у 22-річному віці бездітним та неодруженим;
- Олена Луїза (1814—1858) — дружина герцога Орлеанського Фердинанда Філіпа, мала двох синів;
- Магнус (1815—1816) помер немовлям.